# Nicolas Janssen
Nicolas Emmanuel Paul Marie Ghislain baron Janssen (Ukkel, 18 november 1974) is een Belgisch politicus voor de liberale MR.

## Levensloop
Nicolas Janssen maakt deel uit van het adellijke geslacht Janssen. Zijn vader Daniel Janssen was industrieel en voorzitter van het Verbond van Belgische Ondernemingen en verkreeg in 1986 de titel van baron, die in 2005 uitgebreid werd op al zijn nazaten. Zijn moeder, jkvr. Thérèse Bracht, was een dochter van baron Charles-Victor Bracht, die in 1978 ontvoerd en daarna vermoord werd. Nicolas Janssen zelf huwde in 2011 met gravin Hélène d'Udekem d'Acoz (1979), een zus van de Belgische koningin Mathilde, met wie hij drie kinderen heeft.
In 1997 behaalde hij het diploma van handelsingenieur aan de École de commerce Solvay van de ULB. Van 1999 tot 2002 werkte Janssen als attaché op het kabinet van toenmalig minister van Buitenlandse Zaken Louis Michel. Tussen 2000 en 2002 was hij voor de toenmalige PRL eveneens provincieraadslid van Waals-Brabant. In september 2002 nam hij ontslag uit de provincieraad om in het buitenland te gaan studeren.
Janssen trok naar de Verenigde Staten van Amerika en volgde er van 2002 tot 2004 een master in de bestuurskunde aan de John F. Kennedy School of Government van de Harvard-universiteit. Na het behalen van zijn diploma werkte hij twee maanden in de Guineese hoofdstad Conakry voor de Amerikaanse ngo Africare, gespecialiseerd in voedselveiligheid. Hij keerde daarna terug naar België en werkte van 2005 tot 2008 als attaché op de Federale Overheidsdienst Buitenlandse Zaken en Ontwikkelingssamenwerking. In 2008 trok Janssen opnieuw naar het buitenland en werd hij tot 2010 economisch adviseur voor de Speciale Vertegenwoordiging van de Europese Unie in Pristina, de hoofdstad van Kosovo. Na afloop van deze functie was hij van 2010 tot 2014 economisch attaché op de FOD Buitenlandse Zaken, waar hij dossiers rond protectionisme. Ook werd hij bestuurder bij de financiële holding Union financière Boël et de la Financière in Tubeke en is hij sinds 2014 docent in duurzame ontwikkeling en sociaal ondernemerschap aan de Solvay Brussels School of Economics en Management van de ULB.
Ondertussen werd hij opnieuw actief in de politiek. In oktober 2012 werd Nicolas Janssen opnieuw verkozen tot provincieraadslid van Waals-Brabant, hetgeen hij bleef tot in september 2019. Hij werd in de provincieraad fractievoorzitter van zijn partij en voorzitter van de commissie Onderwijs. Ook was hij van 2013 tot 2014 voorzitter van het directiecomité van IBW, de Waals-Brabantse intercommunale voor economische expansie en territoriale ontwikkeling. Ook werd hij bestuurder bij verschillende organisaties die actief zijn in het stimuleren van ondernemerschap, onder meer in de sociale economie en de agro-ecologische sector, en was hij van 2014 tot 2017 als hoofd van de cel KMO's aan de slag op het kabinet van federaal minister van Landbouw Willy Borsus.
In oktober 2018 werd Janssen tevens verkozen tot gemeenteraadslid van Terhulpen. In december van dat jaar werd hij schepen van de gemeente, bevoegd voor Openbare Werken, Gemeentelijke Eigendommen, Personeelszaken, Leefmilieu, Mobiliteit, Voogdij over het OCMW, Dierenwelzijn en Maatschappelijke Transitie. Janssen bleef schepen tot in september 2019 en werd daarna opnieuw gemeenteraadslid.
Bij de Waalse verkiezingen van mei 2014 stond Janssen op de zesde plaats van de MR-lijst in de kieskring Nijvel. Hoewel hij meer dan 11.000 voorkeurstemmen behaalde, raakte hij niet verkozen. Vijf jaar later, bij de Waalse verkiezingen van mei 2019 stond hij op de eerste opvolgersplaats. In september 2019 werd Janssen alsnog lid van het Waals Parlement en het Parlement van de Franse Gemeenschap ter opvolging van Waals minister Valérie De Bue. In het Waals Parlement was hij van 2019 tot 2024 vicevoorzitter van de commissie Leefmilieu, Natuur en Dierenwelzijn en in het Parlement van de Franse Gemeenschap werd hij lid van de commissie Onderwijs. Als parlementslid legde hij zich toe op verschillende belangrijke dossiers voor zijn streek, met name inzake mobiliteit, ruimtelijke ordening, wegenherstel, hernieuwbare energie en natuurzaken. 
Janssen werd bij de Waalse verkiezingen van juni 2024 vanop de vierde plaats van de lijst in Nijvel herkozen in zijn parlementaire mandaten.